# 荃灣遊樂場
荃灣遊樂場（1952年8月9日－1970年代）是香港一個已結業的主題遊樂區，位於香港新界荃灣青山道與德士古道口，於1952年8月9日開幕，到了1970年代初結業。

## 歷史
荃灣遊樂場位於香港新界荃灣青山道與德士古道口，佔地面積15萬平方英呎。最初由香港「娛樂飲食公司」經營，經理為高無危、熊侶文及高唐，在1952年8月9日（星期六）下午2時，由香港粵劇紅伶新馬師曾、張活游及鄧碧雲剪綵開幕。
開業初期，荃灣遊樂場只設有歌劇部及遊藝部。後來由遠東集團董事長邱德根組成「遠東機構荃灣遊樂場有限公司」接辦，並投資港幣200萬元，與同樣由遠東集團經營的荔園成為姊妹機構，於1968年1月29日（丁未羊年十二月卅日，星期一）重新開幕。
農曆新年期，荃灣遊樂場亦設年宵市場。在1970年設有年宵攤位一百，擺賣五天收費25元。
荃灣遊樂場於1970年代初結業，原址由遠東集團興建為住宅荃灣花園。

## 設施
場內設有粵語片場、西片場、歌舞場「美華歌廳」及綜合劇場等四間戲院；機動遊戲有「龍虎鬥」、「龍馬精神」、「蜜月花車」、「大飛機」、摩天輪、滾球及多種兒童小型機動玩具；攤位遊戲有「好彩」、彈子、中骰、輪轉、汽槍、賽馬、賽波、拋磚等；更設有保齡球場。
為慶祝營業兩週年，在1969年12月30日（星期二）開始，免收門券一個月。
遊樂場附屬「美華歌廳」在1969年12月28日（星期日）開始，由歌星：韓燕、陳均能、陸美莉、梁月玲演唱。。
荃灣遊樂場舊照